# Great Chalfield
Great Chalfield är en by i civil parish Atworth, i distriktet Wiltshire, i grevskapet Wiltshire, i England. Byn är belägen 5 km från Trowbridge. Great Chalfield var en civil parish fram till 1885 när blev den en del av Atworth. Civil parish hade 34 invånare år 1881.